# Nowa Karczma (gemeente Nowa Karczma)
Nowa Karczma (Duits: Neukrug) is een dorp in het Poolse woiwodschap Pommeren, in het district Kościerski. De plaats maakt deel uit van de gemeente Nowa Karczma en telt 792 inwoners.